# Ельнинская операция (1941)

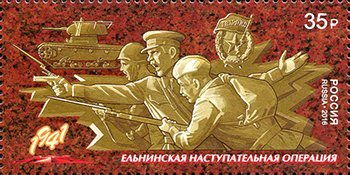
Почтовая марка России 2016 года из серии «Путь к Победе», посвящённая Ельнинской наступательной операции.

Ельнинская операция — наступление 24-й и 43-й Резервного фронта во время Великой Отечественной войны, продолжавшееся с 30 августа по 6 сентября 1941 года и  завершившееся освобождением Ельни и ликвидацией ельнинского выступа. Часть Смоленского сражения.

## Военно-стратегическая ситуация
Ельнинский выступ образовался в середине июля 1941-го в результате прорыва 2-й танковой группы Гудериана южнее Смоленска. 19 июля Ельню заняла 10-я тд, шедшая в авангарде 46-го мотокорпуса 2-й тг, но её дальнейшее движение на Спас-Деменск было остановлено. Противник вынужденно перешел к обороне.
Образовался Ельнинский выступ, он глубоко вдавался в советскую оборону и угрожал Красной Армии на вяземском направлении. Выступ представлял собой удобный плацдарм для наступления на Москву.
Начальник германского Генштаба Ф. Гальдера называл бои в районе Ельни типичным примером позиционной войны. Немцы отвели подвижные войска (танки) с Ельнинского выступа и сменили их пехотными дивизиями.

15 августа командующий ГА «Центр» Федор фон Бок записал:
…Трудно дать окончательный ответ на вопрос, что лучше: удерживать выступ или оставить его. Если русские будут продолжать атаковать выступ, тогда удерживать его невыгодно.

Если же они прекратят атаки, что вполне может быть, тогда выступ стоит сохранить. Он станет опорным пунктом для наших дальнейших атак в восточном направлении. И даст прикрытие для смоленского железнодорожного узла и шоссейной дороги Смоленск-Москва.
В июле-августе советская 24-я армия несколько раз безуспешно пыталась срезать выступ и выровнять фронт. После очередной неудачи 21 августа комфронта Жуков приказал Константину Ракутину прекратить атаки и готовить новый более сильный и лучше организованный удар.
25 августа Ставка ВГК по предложению Жукова издала соответствующую директиву. По плану Жукова 24-я армия встречными ударами под основание выступа окружала и уничтожала ельнинскую группировку противника и продолжала наступление на запад.
За месяц до решающего удара — 30 июля — начальником артиллерии Резервного фронта назначили генерал-майора Леонида Говорова, он внес большой вклад в артподготовку предстоящего наступления. По его инициативе в 24-й армии была создана мощная артиллерийская группировка, состоящая из армейской группы дальнего действия и групп поддержки пехоты в дивизиях. Перевес над противником по артиллерии составлял 1,6 раза.
Артподдержку наступающим войскам планировали осуществлять последовательным сосредоточением огня, и огнем отдельных батарей и орудий, действующих в боевых порядках пехоты. Наладили артиллерийскую разведку.

## Силы сторон

### РККА[4]
В первом эшелоне Резервный фронт имел 2 армии: 24-ю и 43-ю.
Непосредственно на Ельню наступали войска 24-й армии (генерал-майор К. И. Ракутин): 19-я, 100-я, 106-я, 107-я, 120-я, 303-я и 309-я стрелковые дивизии, 6-я Московская стрелковая дивизия народного ополчения, 103-я мотодивизия, 102-я и 105-я танковые дивизии, а также 10 корпусных артполков, полков РГК и ПТО.
Итого, первоначально около 60 тыс. человек, около 800 орудий, миномётов и установок реактивной артиллерии калибра 76 мм и выше и 35 танков.
43-я армия (генерал-майор Д. М. Селезнёв) имела 4 стрелковые дивизии (53-я, 149-я, 211-я и 222-я), две танковые (104-я и 109-я), 6 корпусных артполков, полков РГК и ПТО.

### Вермахт
Резервному фронту противостояла 4-я армия (генерал-фельдмаршал Г. фон Клюге). Фронт более 70 км оборонял немецкий 20-й армейский корпус (командир — Фридрих Матерна): 78-я, 292-я, 268-я и 7-я пехотные дивизии. Всего около 70 тысяч солдат и офицеров, 500 орудий и миномётов калибра 75 мм и выше и около 40 танков.
Севернее ельнинского выступа держал оборону 9-й армейский корпус (Г. Гейер): 15-я, 137-я и 263-я пехотные дивизии. Южнее, на рославльском направлении, — 7-й армейский корпус (В. Фармбахер): 267-я, 23-я и 197-я пехотные дивизии. В резерве за ельнинским выступом располагалась 10-я танковая дивизия, у Рославля — 252-я пехотная дивизия 53-го ак.

## Планы сторон
Замысел Ельнинской операции предусматривал прорыв обороны встречными ударами войск 24-й армии с севера и юга под основание выступа и развитие наступления с целью окружения основных сил противника. Одновременно предусматривалось рассечение немецкой группировки ударом с востока и уничтожение её по частям.
Разгром ельнинской группировки предусматривалось закончить к 3 сентября. В дальнейшем, развивая успех, армия должна была овладеть городом Починок и 8 сентября выйти на рубеж Долгие Нивы, Хиславичи.

Соотношение сил в полосе 24-й армии было примерно равным: в людях оно составило 1,1:1 в пользу немецкой группировки, по артиллерии — 1,6:1 в пользу советской 24-й армии. 

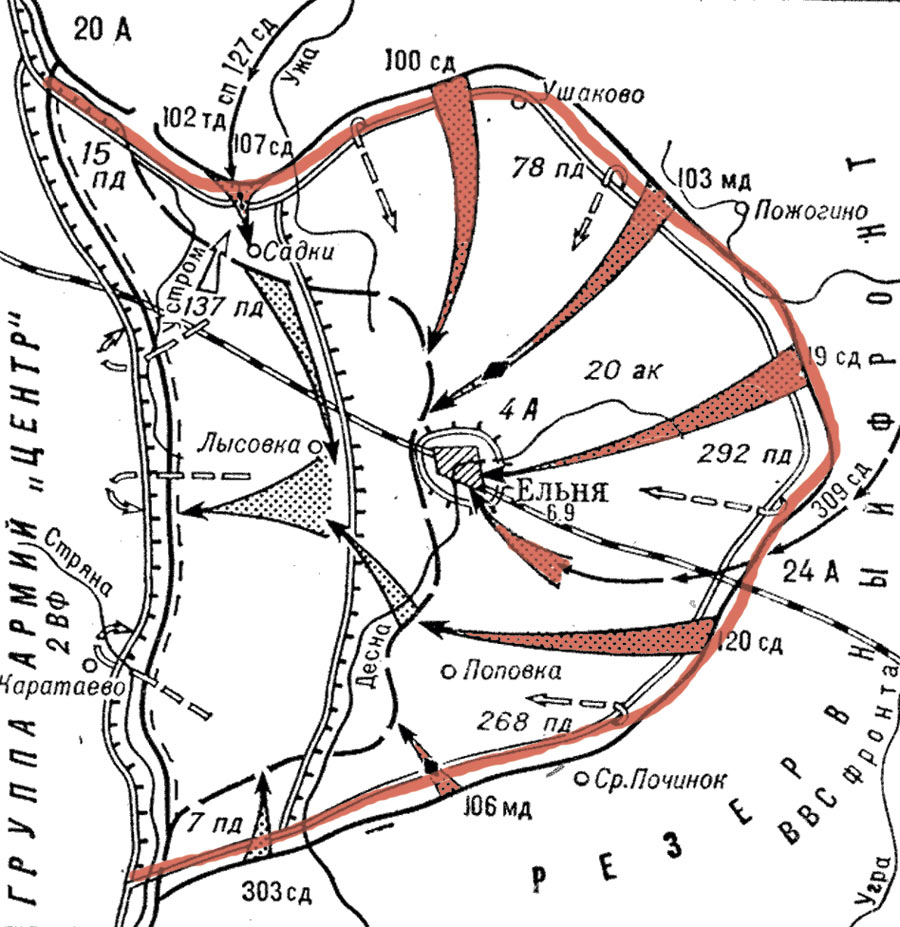
Схема Ельнинской наступательной операции. Дислокация формирований перед Ельнинским выступом на 29 августа 1941 года.

Танки с обеих сторон применялись ограниченно: после безуспешных попыток Красной Армии прорвать немецкую оборону, ОКВ вывело 19 тд и 1 полк 7 тд, в количестве 212 танков на центральное направление. Также были выведены пехотные соединения 292 и 268 пехотных дивизий по 2 полка с каждой. Из 7 пехотной дивизий на центральное направление было передано дивизионное управление, артполк и 2 полка пехоты.
После этого соотношение обороняющихся и наступающих (СССР — Германия) было таково: 1:1,1  по живой силе, 196:0 по танкам и 6,21:1 по артиллерии. Авиация не применялась в силу загруженности германской авиации центральным направлением и в силу отсутствия у Жукова авиации на данном направлении в силу того, что все боеспособные самолёты к началу локальной (по утверждению Жукова) операции по указанию Ставки ВГК были переданы Брянскому фронту.
Севернее 24-й армии против немецкой 9-й армии (духовщинской группировки) действовали войска Западного фронта.
Южнее 24-й армии советская 43-я армия наступала на Рославль.
Ещё южнее войска Брянского фронта (50-я, 3-я и 13-я армии) проводили Рославльско-Новозыбковскую наступательную операцию (30 августа — 12 сентября).

## Ход боевых действий

### Действия 24-й армии
30 августа в 7.30 утра около 800 орудий, миномётов и реактивных установок обрушили огонь на вражескую оборону. В 8.00 началось наступление 24-й армии, однако за два дня советские войска углубились на отдельных участках только на 2 км.
В последующие два дня противник предпринял ряд контратак с целью не допустить развития наступления и удержать горловину ельнинского выступа.

Начальник немецкого Генштаба сухопутных войск Гальдер записывает 1-2 сентября: 
- Сильные атаки наших позиций на дуге фронта у Ельни, по-видимому, связаны с предполагаемым генеральным наступлением противника на этом участке фронта. Противник сумел глубоко вклиниться на фронте 4-й и 9-й армий. Но эти вклинения можно ликвидировать.

— Войска 4-й и 9-й армий ведут тяжелые оборонительные бои. Вылетели вместе с главкомом в штаб группы армий «Центр» на совещание. В результате обсуждения сделали вывод, что следует отказаться от удержания дуги фронта у Ельни.
3 сентября советские войска возобновили наступление. К исходу дня соединения северной и южной групп сузили горловину ельнинского выступа до 6-8 км. В тот же день, под угрозой окружения, противник начал отвод своих сил из ельнинского выступа, прикрываясь сильными арьергардами по всем направлениям и оказывая упорное сопротивление.
К исходу 5 сентября 100-я стрелковая дивизия заняла Чанцово (севернее Ельни), а 19-я стрелковая дивизия ворвалась в Ельню. На подходе к городу действовали и другие дивизии. 6 сентября Ельня была освобождена советскими войсками.

Гальдер записывает 5 сентября: 
Наши части сдали противнику дугу фронта у Ельни. Противник ещё долгое время, после того как наши части уже были выведены, вёл огонь по этим оставленным нами позициям и только тогда осторожно занял их пехотой. Скрытый отвод войск с этой дуги является неплохим достижением командования.
К исходу 8 сентября дивизии 24-й армии полностью ликвидировали ельнинский плацдарм и вышли к берегам рек Устрой и Стряна — к немецкому оборонительному рубежу по линии Нов. Яковлевичи, Ново-Тишово, Кукуево.

Всего войска 24-й армии продвинулись на 25 км. Дальнейшее наступление успеха не имело, у немцев на этом участке были хорошо подготовлены оборонительные рубежи. Тем не менее, угрозу наступления немцы ощущают. Гальдер 10 сентября записывает:
Особого внимания заслуживает подготовка противника к общему наступлению из района Ельни.

### Действия 43-й армии
30 августа началось наступление также и 43-й армии Резервного фронта.
В первый день наступления советская 109-я танковая дивизия прорвала оборону немецкой 23-й пехотной дивизии, продвинулась вперёд на 12 километров и вышла к Костырям. 31 августа немцами в район прорыва были переброшены 267-я пехотная и 10-я танковая дивизии, которые нанесли контрудар по флангам 109-й дивизии, взяв её в окружение.
1 сентября на КП 211-й стрелковой дивизии прибыл комфронта Г. К. Жуков, который руководил боем на подступах к реке Стряна.
Бои по выходу частей 109-й танковой дивизии из окружения западнее Десны продолжались до 5 сентября. Большинство бойцов и командиров погибли или попали в плен, а дивизия как воинское соединение перестала существовать (и 16 сентября была расформирована).
Только 7 сентября дивизии 43-й армии форсировали Стряну и развили наступление на запад, но уже 8 сентября противник нанёс контрудар, после чего советские войска перешли к обороне.
12 сентября противник возобновил контратаки, оттеснив на следующий день советские войска за Стряну и заняв западный её берег, после чего бои на этом направлении затихли.
Одновременно с наступлением под Богдановым 43-я и 50-я армии должны были провести наступление южнее Варшавского шоссе из района Ивановского на Коски и далее на Рославль. Наступление здесь началось 2 сентября. Советские войска 50-й армии встретили упорное сопротивление и не смогли прорвать оборону противника.
Бои под Ивановским и южнее продолжались до 15 сентября.

## Итоги операции
Итог Ельнинской наступательной операции — ликвидация ельнинского выступа. Это улучшило оперативное положение войск как 24-й армии, так и Резервного фронта в целом. Была снята угроза вторжения немецких войск в оперативную глубину советской обороны и удара во фланг Западному и Резервному фронтам.
Ельнинская наступательная операция — одна из первых в Великой Отечественной войне, в ходе которой прорвали сильную очаговую оборону противника, разгромили его группировки и изгнали со значительной части советской территории. Несмотря на отсутствие общего превосходства в силах, командование 24-й армии сумело скрытно создать ударные группировки и добиться превосходства на участках прорыва на главных направлениях.
Вместе с тем, планировавшееся широкомасштабное советское наступление завершилось неудачей: неоднократные попытки 24-й армии развить наступление существенных результатов не дали, действия 43-й армии вообще оказались неудачны. Кроме того, не удалось полностью осуществить замысел на окружение всей ельнинской группировки немецких войск.
Как считает научный сотрудник Рославльского историко-художественного музея С. Александров, локальный успех 24-й армии под Ельней в пропагандистских целях был объявлен крупной победой, а лавры победителя достались командующему Резервным фронтом Г. К. Жукову. За неудачи 43-й армии ответил её командарм Д. М. Селезнёв, которого сменил генерал-майор П. П. Собенников.

### Рождение советской гвардии
С Ельнинской операцией связывают появление в РККА гвардейских частей, соединений и объединений.
18 сентября 1941 года приказом Наркома обороны СССР 100-я (генерал-майор И. Н. Руссиянов) и 127-я (полковник А. З. Акименко) стрелковые дивизии 24-й армии первыми были удостоены звания гвардейских, получив соответственно наименование 1-й и 2-й гвардейских стрелковых дивизий.
26 сентября 1941 года звания гвардейских присвоили 107-й и 120-й стрелковым дивизиям — они были преобразованы соответственно в 5-ю и 6-ю гвардейские стрелковые дивизии.